# Christo Brand
Christo Brand, né en 1960, est un gardien de prison, auteur et guide touristique sud-africain.

## Biographie
Christo Brand est un afrikaner qui nait et grandit dans une région agricole située à 2 heures du Cap avant de déménager avec sa famille, à l'adolescence, dans une banlieue ségrégationniste du Cap.
Afin d'échapper à la conscription et à service militaire de deux ans, à la suite de la mort d'un de ses amis apparemment commis par des militants noirs, Christo Brand, alors âgé de 18 ans, commence sa carrière de gardien de prison en 1978 à la prison de Robben Island. Il est notamment affecté à la surveillance de Nelson Mandela, alors incarcéré dans la prison et qu'il rencontre pour la première fois en 1978 et qu'il indique détester au début avant d'être « converti » par le discours et la cause de Mandela au fil des années,.
En 1982, Nelson Mandela est transféré à la prison de Pollsmoor, située dans la ville du Cap. Christo Brand y est également transféré à la même période et continue à avoir des échanges réguliers avec lui, jusqu'à lui présenter sa famille. Leurs échanges et leur amitié continuent après la libération de Mandela et après son élection en tant que président de l'Afrique du Sud,. Nelson Mandela cite par ailleurs Christo Brand dans son livre Un long chemin vers la liberté en écrivant qu'il « a renforcé ma croyance en l'humanité essentielle même de ceux qui m'avaient gardé derrière les barreaux ».
Par la suite, Christo Brand travaille également au Parlement d'Afrique du Sud puis, après la fermeture de la prison de Robben Island et de sa transformation en musée en 1997, il y retourne afin d'y être guide touristique et d'y diriger la boutique de souvenirs,.

## Polémique de clé de la cellule de Nelson Mandela
En 2022, Christo Brand met aux enchères, auprès de la salle des ventes Guernsey's en Grande-Bretagne,, une clé brisée de la cellule de Nelson Mandela à la prison de Robben Island qu'il avait conservée. Il a retrouvée la clé en 2018 et l'a tout d'abord confiée à une exposition consacrée à Nelson Mandela organisée aux États-Unis.
Cette vente aux enchère provoque cependant une importante vague d'indignation, notamment parmi les anciens prisonniers politiques sud-africains et au gouvernement d'Afrique du Sud.
Christo Brand indique alors que la vente aux enchères a été organisée en lien avec Makaziwe Mandela (en), l'une des filles de Nelson Mandela, et devait servir à financer un mémorial situé à Qunu où est enterré Nelson Mandela.
Face à la polémique, la clé est retirée de la vente et des négociations sont engagées afin qu'elle soit restituée au gouvernement d'Afrique du Sud en tant qu'élément du patrimoine sud-africain. Christo Brand avait également mis en vente d'autres objets en lien avec Nelson Mandela tels que des vêtements, une peinture ou un vélo d'exercice utilisé en prison.

## Publications
- (en) Christo Brand et Barbara Jones (avec), Mandela - My Prisoner, My Friend [« Mandela - Mon prisonnier, mon ami »], St. Martin's Publishing Group, 2014, 288 p. (ISBN 978-1-466-85840-4)